# クルザード (ブラジルの通貨)
クルザード（ポルトガル語: cruzado）は、ブラジルにおいて1986年から1989年まで使われていた通貨単位。1986年2月28日、クルゼイロ (通貨)の第2世代（当初は "cruzeiro novo" と呼ばれた）の代替として発行され、1クルザードは1,000クルゼイロに相当する価値とされた。1989年1月16日の次代の新クルザードの発行にともない、1,000クルザードは1新クルザードに置き換えられた。流通期間は1986年2月28日より1989年1月15日となっている。
補助通貨はセンターボで、1クルザードは100センターボに相当する。通貨記号は {\displaystyle \mathrm {CzS} \!\!\!\Vert } と表記され、ISO 4217における通貨コードは BRC。

## 硬貨
1986年に1、5、10、20および50センターボと、1および5クルザードが、1987年には10クルザードがステンレス鋼製の硬貨として導入された。これら硬貨の生産は1988年に終了した。
奴隷制度廃止100周年を記念した100クルザード硬貨 (Lei urea) が1988年に生産された。ほとんど流通はしなかったものの、デザインは1989年から1991年に発行された硬貨にも引き継がれた。

## 紙幣
最初の紙幣はそれまで使われていたクルゼイロ紙幣を、10、50、100クルザードとして上書きしたものであった。正式な紙幣はまず10、50、100および500クルザードが発行され、1987年には1,000クルザードが、そして1988年には5,000および10,000クルザード紙幣が発行された。